# Форс, Уильям де, 3-й граф Омаль
Уильям де Форс (англ. William de Forz; 1191/96 — 26/29 марта 1242, Средиземное море) — английский аристократ, 3-й граф Омаль с 1214 года. Был одним из крупнейших землевладельцев Северной Англии. Участвовал в Первой баронской войне, причём несколько раз переходил с одной стороны на другую. В начале правления Генриха III пытался вести себя независимо от короны, враждовал с юстициарием Хьюбертом де Бургом, 1-м графом Кентским. Дважды дело доходило до открытого мятежа, но граф оба раза потерпел поражение. Он умер во время крестового похода баронов. 

## Биография
Уильям де Форс был единственным ребёнком Хависы, графини Омальской и леди Холдернесс, от её второго брака с Гильомом де Форсом, рыцарем из Пуату. По матери он принадлежал к дому де Блуа-Шампань и происходил от сестры Вильгельма Завоевателя. Дату рождения Уильяма источники не сообщают, но известно, что его родители поженились в 1190 году и что не позже 1195 года Гийом де Форс умер. Хависа вскоре вступила в новый брак — с Бодуэном де Бетюном, от которого родила дочь Алису (жену Уильяма Маршала, 2-го графа Пембрук). После смерти матери в 1214 году Уильям получил обширное наследство: Холдернесс и Скиптон в Йоркшире, земли в Линкольншире и Камберленде. Графство Омаль в Нормандии к тому времени уже было окончательно потеряно, так как его конфисковал король Франции. Тем не менее де Форса в Англии именовали графом Омальским (впоследствии это прозвание было изменено на английский манер и превратилось в графом Албемарл).
В 1215 году Уильям официально вступил в свои права. В конфликте между Джоном Безземельным и баронами он поддерживал короля, пока Лондон не перешёл на сторону мятежников. Позже граф стал членом комитета из двадцати пяти баронов, которые должны были следить за соблюдением условий Великой хартии вольностей; в сентябре 1215 года, когда началась гражданская война, он перешёл на сторону короля. Де Форс участвовал в походе Джона из Сент-Олбанса на север, был назначен констеблем нескольких замков. Летом 1216 года, после падения Уинчестера, он снова примкнул к баронам, а осенью поддержал нового короля, Генриха III. Тот 17 декабря назначил графа констеблем замков Рокингем в Нортгемптоншире и Совей в Лестершире. Уильям сражался 20 мая 1217 года при Линкольне, где королевская армия разбила мятежников и поддержавших их французов, а в августе того же года — в морской битве при Дувре, где сторонник Генриха III Хьюберт де Бург одержал победу над Юстасом Монахом.
За время гражданской войны граф укрепил свои позиции и привык быть независимым, а потому не хотел подчиняться власти молодого короля. Историки видят в нём наиболее последовательного для той эпохи представителя феодальной реакции, борца за старые порядки, при которых каждый барон мог вести самостоятельную политику. Уже в 1219 году граф продемонстрировал свою враждебность по отношению к Хьюберту де Бургу, занимавшему тогда должность юстициария. Уильяма объявили мятежником, папский легат отлучил его от церкви за участие в запрещённых турнирах. В 1220 году юстициарий призвал баронов сдать королевские замки, оставшиеся в их руках со времен Джона Безземельного. Де Форс отказался сдать остававшиеся под его контролем Рокингем и Совей и начал усиливать их укрепления. Тогда Генрих III двинулся против него с армией; 28 июня 1220 года Уильяму пришлось сдать замки и поклясться, что он подчинится суду пэров. Отлучение с него, по-видимому, сняли в обмен на обещание отправиться в Палестину.
Примирение было недолгим. Суд пэров, в который поступило много жалоб на де Форса, постановил, что принадлежавший графу замок Битэм в Линкольншире должен перейти к Уильяму де Колвиллю. Уильям отказался выполнять это решение и, уверенный в том, что враги хотят его погубить, собрал в Битэме большое войско. В январе 1221 года он перешёл в наступление: разграбил обширную территорию, атаковал замки Ньюарк, Слифорд и Кимболтон (ни одну из этих крепостей, правда, не удалось взять), позже занял замок Фотерингей в Нортгемптоншире и оттуда разослал письма мэрам английских городов. В этих послания граф обещал городам «свой мир» как независимый правитель; историки видят здесь возрождение феодальных порядков времён короля Стефана.
25 января 1221 года церковный собор в Лондоне во второй раз отлучил де Форса от церкви. Королевский совет одобрил специальный разовый налог на ведение войны с графом в десять шиллингов с каждого рыцаря (так называемый Scutagium de Biham). Быстро собранная армия осадила Битэм и взяла его штурмом через шесть дней. Крепость сожгли, её защитников отправили в тюрьму, а Уильяму пришлось искать спасение в Фаунтинском аббатстве в Северном Йоркшире. Там граф сдался Уолтеру де Грею, архиепископу Йоркскому, и баронам северных графств с условием, что, если король откажет ему в милости, он сможет вернуться в убежище. Албемарл был помилован при условии, что на шесть лет отправится в Святую Землю. Однако он остался в Англии, и король решил не обращать на это внимание. В конце 1223 года Уильям в союзе с графом Честерским снова поднял мятеж, целью которого было отстранить от власти Хьюберта де Бурга. Бароны напали на Лондонский Тауэр, но потерпели неудачу. Убедившись, что у короля больше сил, они сдали свои замки и примирились с монархом; стороны конфликта вместе отметили Рождество в Нортгемптоне.
В последующие годы де Форс вёл себя как верный вассал Генриха III. Он стал одним из членов королевского совета, 6 января 1225 года получил денежное пожалованье на возмещение служебных расходов, в 1227 году — все феодальные вольности в Холдернессе, которыми пользовались его предки; тогда же были подтверждены права Уильяма на Битэм. 11 февраля 1225 года граф стал свидетелем третьего подписания Генрихом III Великой хартии вольностей. В сентябре 1227 года он отправился в качестве посла в Антверпен. В апреле 1230 года Уильям сопровождал короля в Бретань, а в октябре, когда Генрих вернулся домой, де Форс остался в Бретани вместе с графом Честерским и Уильямом Маршалом. Он был одним из шести английских графов, которых папа римский Григорий IX дважды вызывал к себе для совета 9 августа и 15 октября 1241. Осенью того же года Уильям отправился, наконец, в Святую землю в рамках крестового похода баронов. 26 или 29 марта 1242 года, находясь на борту корабля в Средиземном море, он  умер (при этом неясно, плыл ли граф в Палестину или уже назад). Известно, что последние восемь дней де Форс не мог принимать пищу.

## Семья
После 1214 года Уильям де Форс женился на Эвелине, второй дочери и одной из наследниц Ричарда де Монтише. В этом браке родился сын Уильям, ставший после смерти отца 4-м графом Омаль. Эвелина умерла в 1239 году.